# Walter Spalding
Walter Spalding (São Jerônimo, 28 de octubre de 1901 - Porto Alegre, 5 de julio de 1976) fue un escritor, periodista, ensayista, genealogista y folclorista brasileño.

## Biografía
Sus padres fueron Carlos Jorge Hermann Spalding e Idalina Schreiner Spalding. Inició sus estudios en su ciudad natal y los continuó en el Instituto São José, de Canoas, entre 1911 y 1919.
Fue bibliotecario en el Archivo Municipal de Porto Alegre, de 1937 a 1938. En 1939, a pedido del prefecto de Porto Alegre José Loureiro da Silva, asumió el cargo de director del Archivo y de la Biblioteca Pública de Porto Alegre, retirándose en 1963.
En el primer año de su gestión creó y dirigió un «Boletín Municipal» que se publicó en forma semestral hasta 1946, totalizando 10 números. En este boletín publicó documentos y ensayos históricos, mapas, fotografías antiguas, noticias del bicentenario de Porto Alegre (celebrado el 5 de noviembre de 1940) y actos de gobierno municipal. Entre 1926 y 1928 se habían producido inundaciones en Porto Alegre que destruyeron la mayor parte de los documentos existentes en el municipio, que por negligencia se encontraban en los sótanos. Según su testimonio, otros documentos habían sido vendidos como papel viejo. Lo que pudo rescatarse fue investigado y catalogado por él.
Su obra ensayística y de ficción está centrada en la historia de Río Grande del Sur, en particular en la revolución Farroupilha, la fundación e historia de Porto Alegre, biografías, estudios sobre la formación de la estancia, folclore gaúcho, etc.
Colaboró en el diario Correio do Povo y en diarios de Río de Janeiro. También en revistas especializadas de historia, geografía y folclore, nacionales y extranjeras. Fue organizador del Pabellón Cultural de la Exposición Conmemorativa del Centenario de la Revolución Farroupilha en Porto Alegre, en 1935, miembro de la Academia Riograndense de Letras, del Instituto Histórico y Geográfico Brasileño, del Instituto Histórico y Geográfico de Río Grande del Sur (IHGRS) y del Instituto Brasileño de Genealogía.
En 1978 fue homenajeado en forma póstuma como patrono de la Feria del Libro de Porto Alegre.

## Obras
- Farrapos! (1931-1935, cuentos, dos volúmenes)
- Poesia do povo (1934)
- À luz da História (1934)
- Manuscrito nacional (1936)
- História da Revolução Farroupilha (1939)
- Esboço histórico do município de Porto Alegre (1940)
- A invasão paraguaia das fronteiras do Brasil (1940)
- Farroupilha e Caramurus - a Brasilidade dos Farrapos (1944)
- Pecuária, charque e charqueadas no Rio Grande do Sul (1944)
- O Cruzeiro do Sul (1947, cuentos infantiles)
- A grande Mestra (1953)
- Gênese do Brasil (1953)
- Superstições e tradições do Brasil Sul (1955)
- A história e a lenda (1957)
- Uruguaios no Rio Grande do Sul (1957)
- Epopéia Farroupilha (1958)
- Dois Vultos da História Gaúcha: Xavier Ferreira e Onofre Pires (1958)
- A Grande Epopéia Farroupilha (1963)
- Pequena história de Porto Alegre (1967)
- Construtores do Rio Grande (1969, dos volúmenes publicados de un total de trece)
- História de Porto Alegre para a infância e juventude (1975)